# Coca-Cola Europacific Partners
Coca-Cola Europacific Partners (CCEP), anteriormente Coca-Cola European Partners (2016-2021), es una empresa embotelladora filial de The Coca-Cola Company que produce, distribuye y comercializa productos de Coca-Cola para Europa Occidental.
La división ibérica de Coca-Cola Europacific Partners abarca España, Portugal y Andorra.

## Visión general
Coca-Cola Europacific Partners nace en mayo de 2021 fruto de la integración de Coca-Cola European Partners con Coca-Cola Amatil.
Coca-Cola European Partners fue creada en mayo de 2016 como resultado de la integración de Coca-Cola Iberian Partners, Coca-Cola Enterprises y Coca-Cola Erfrischungsgetränke AG, las tres principales compañías embotelladoras de The Coca-Cola Company en Europa Occidental. La integración dio lugar al mayor embotellador independiente de The Coca-Cola Company en el mundo en términos de ingresos netos.
La división ibérica de Coca-Cola Europacific Partners cuenta en España con una plantilla de 3.635 empleados, que sirve a más de 270.000 clientes.
Sus centros productivos en España son seis plantas de fabricación de refrescos y cuatro manantiales desde los que produce y distribuye agua mineral natural.